# 오란다자카

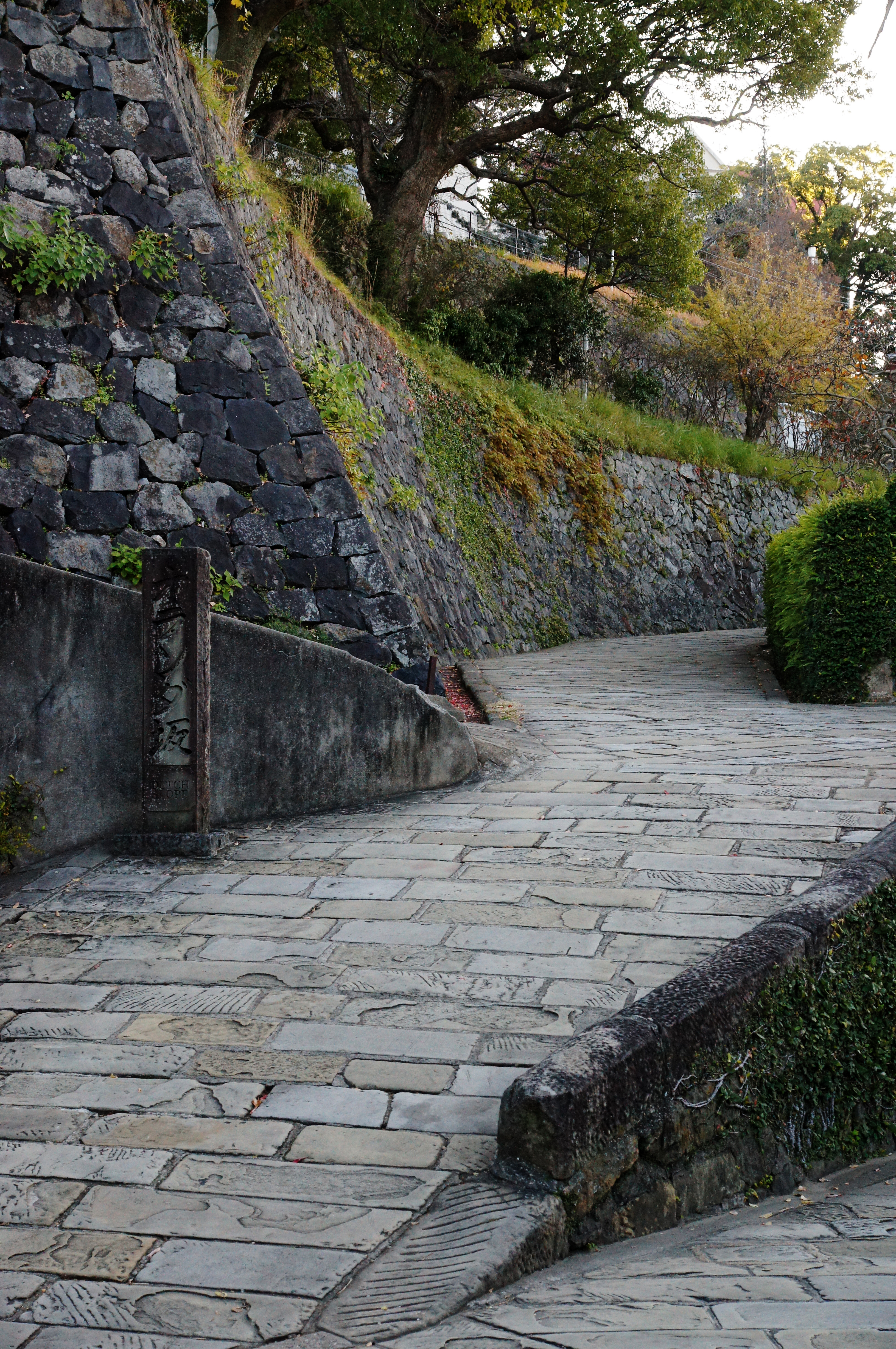
오란다자카

오란다자카(일본어: オランダ坂)는 일본 나가사키현 나가사키시 히가시야마테의 구 거류지 시대에 만들어진 돌계단이자 언덕길이다. 나가사키시 히가시야마테 중요 전통적 건조물군 보존지구를 구성하는 요소 중 하나이다.